# I Gotta Feeling
"I Gotta Feeling" je dance-pop pjesma američkog sastava Black Eyed Peas. Objavljena je 1. lipnja 2009. kao drugi singl s njihovog albuma The E.N.D. u izdanju Interscope Recordsa.

## O pjesmi
Pjesmu su napisali svi članovi Black Eyed Peasa, a producenti su will.i.am te francuski house DJ David Guetta. Pjesma govori o zabavi. U SAD-u je debitirala na drugoj poziciji, čime je postala njihov najbolje plasirani singl u prvom tjednu objavljivanja. U vrijeme kada je pjesma debitirala, prvu poziciju je držala također njihova pjesma "Boom Boom Pow". Na prvu poziciju dospjela je za 2 tjedna te se tamo zadržala 14 tjedana. Pjesme "Boom Boom Pow" i "I Gotta Feeling" provele su na broju jedan ukupno 26 tjedana. Remiks pjesme nalazi se na albumu Davida Guette pod imenom One Love. Pjesmu su uživo izveli na Oprah Showu pred 21.000 gledatelja. Premijera pjesme i njenog omota bila je na will.i.amovom blogu te je za pjesmu napisao:
ova pjesma namijenjena je onima koji se spremaju izaći 
 to je pjesma koju slušaš kad si na putu za zabavu ili klub 
 to je pjesma koju slušaš nakon dugog, teškog radnog dana ili tjedna 
 to je pjesma s kojom ću se riješiti stresa
"I Gotta Feeling" je njihov najuspješniji singl ikad. Točno pet mjeseci nakon objave, singl "I Gotta Feeling" ponovno je dospio na broj jedan europske top liste singlova.

## Kritički osvrti

#### Billboard
»Black Eyed Peasi masivnim su internacionalnim hit singlom "Boom Boom Pow" dokazali da su još uvijek sastav koji se lako prepozna. "I Gotta Feeling" će zasigurno biti najuspješniji njihov singl ikad.«

#### About.com
»Iako su "Boom Boom Pow" i "I Gotta Feeling" dvije potpuno različite pjesme, Black Eyed Peasi su još uvijek sastav koji zna stvoriti hit.«

#### Digital Spy
»Nakon žestokog auto-tuna i futurističkog zvuka u pjesmi "Boom Boom Pow", Black Eyed Peasi su se vratili sa singlom koji je već sada veliki hit u SAD-u. Pjesma je građena na pjesmi "Love Is Gone" Davida Guette, a počinje veoma suzdržanim tonom. Kasnije se sve više pojačava tempo pjesme, a sve traje nekih 5 minuta. Pjesma zvuči kao mješavina mnogih pjesama pa tako i pjesme sastava Girls Aloud "Biology", a smisao počinje imati nakon nekoliko slušanja. Jedno je sigurno: pjesme će biti pravi dance hit.«

#### Cracked.com
»Nije me briga koliko je pjesma popularna. Pjesma je nekakva mješavina nastala u auto-tunu. Sve što čujete u njoj je "tonight's gonna be a good night" i to se ponavlja oko minute i pol. Zatim se još može čuti "up", "up" i tako u nedogled.«

#### PopMatters
»"I Gotta Feeling" jedna je od onih plesnih stvari koje ne možete mrziti zahvaljujući nečemu poput prirodne naivnosti.«

## Popis pjesama

### Promotivni CD singl
1. "I Gotta Feeling" (radio)
2. "I Gotta Feeling" (LP)
3. "I Gotta Feeling" (instrumental)

### Australski/Britanski CD singl
1. "I Gotta Feeling"
2. "Boom Boom Guetta" (David Guetta's Electro Hop Remix)

## Videospot
Nedovršena verzija spota objavljena je 29. svibnja 2009. na web stranici Rap-Up.com. Premijera videsospota bila je 2. lipnja 2009. na web stranici DipDive. Video počinje scenama Hollywood Boulevarda. Zatim se nasumično prikazuju scene u kojima se Fergie i will.i.am sređuju za zabavu, te se prikazuju Taboo i apl.de.ap kako provjeravaju poruke na DipDivu. Za vrijeme refrena prikazana je zabava. U jednoj od sljedećih scena prikazane su dvije djevojke kako se ljube. Zatim su prikazani u sceni gdje je osvjetljenje smanjeno, a lica su im obojena fluorescentonm bojom. Video završava s velikim natpisom "The E.N.D." na kojem također leži jedna djevojka. U videu se pojavljuje i producent pjesme, David Guetta.

## Top liste
| Top liste (2009.)       | Pozicija |
| ----------------------- | -------- |
| Australija              | 1        |
| Austrija                | 1        |
| Belgija (Flandrija)     | 1        |
| Belgija (Valonija)      | 1        |
| Kanada                  | 1        |
| Danska                  | 1        |
| Nizozemska              | 1        |
| Europa                  | 1        |
| Njemačka                | 3        |
| Irska                   | 1        |
| Hrvatska                | 10       |
| Italija                 | 1        |
| Novi Zeland             | 1        |
| Norveška                | 2        |
| Španjolska              | 1        |
| Švedska                 | 1        |
| Švicarska               | 1        |
| Ujedinjeno Kraljevstvo  | 1        |
| SAD (Billboard Hot 100) | 1        |
| SAD (Digital Songs)     | 1        |
| SAD (Pop Songs)         | 1        |
| SAD (Radio Songs)       | 1        |

### Godišnje top liste
| Godišnje top liste (2009.) | Pozicija |
| -------------------------- | -------- |
| Austrija                   | 3        |
| Europa                     | 4        |
| Hrvatska                   | 143      |
| Kanada                     | 1        |
| Nizozemska                 | 6        |
| Njemačka                   | 3        |
| SAD                        | 4        |
| SAD Digital Songs          | 5        |
| SAD Pop Songs              | 3        |
| Švicarska                  | 7        |
| Ujedinjeno Kraljevstvo     | 3        |

### Desetljećne top liste
| Top liste | Pozicija |
| --------- | -------- |
| SAD       | 5        |

## Singl u Hrvatskoj
| Tjedan   | 23 | 24 | 25 | 26 | 33 | 34 |
| -------- | -- | -- | -- | -- | -- | -- |
| Pozicija | 22 | 14 | 10 | 18 | 18 | 21 |

## Certifikacije
| Država      | Certifikacija  | Prodaja   |
| ----------- | -------------- | --------- |
| Australija  | 4 x platinasta | 140.000   |
| Belgija     | zlatna         | 10.000    |
| Njemačka    | zlatna         | 150.000   |
| Novi Zeland | 2 x platinasta | 30.000    |
| Švicarska   | zlatna         | 10.000    |
| Španjolska  | 2 x platinasta | 80.000    |
| SAD         | 4 x platinasta | 6.104.000 |
| UK          | platinasta     | 1.000.000 |

## Povijest objavljivanja
| Država                 | Datum              | Format             |
| ---------------------- | ------------------ | ------------------ |
| Australija             | 1. lipnja 2009.    | radio              |
| SAD                    | 9. lipnja 2009.    | digitalni download |
| SAD                    | 16. lipnja 2009.   | radio              |
| Australija             | 10. srpnja 2009.   | CD singl           |
| Ujedinjeno Kraljevstvo | 10. kolovoza 2009. | CD singl           |